# Friedrich Hund
Friedrich Hermann Hund (4. februar 1896 – 31. marts 1997) var en tysk fysiker og professor ved universiteterne i Leipzig, Jena, Frankfurt am Main og Göttingen; især kendt for sine teoretiske undersøgelser af atomers og molekylers elektronstruktur. Hund har påvist vigtige empiriske sammenhænge i atom- og molekylspektre, fx de såkaldte Hunds regler.